# Liste der Landschaftsschutzgebiete im Landkreis Freudenstadt
Im Landkreis Freudenstadt gibt es 41 Landschaftsschutzgebiete. Nach der Schutzgebietsstatistik der Landesanstalt für Umwelt, Messungen und Naturschutz Baden-Württemberg (LUBW) stehen 11.920,84 Hektar der Landkreisfläche unter Landschaftsschutz, das sind 13,70 Prozent.
| Name | Bild | Kennung                  | Einzelheiten | Position | Fläche Hektar | Datum         |
| --- | ---- | ------------------------ | --- | -------- | ------------- | ------------- |
| Plenter- und Femelwälder                                                                                                  |      | 2.37.002 WDPA: 323685    | Loßburg Sehr schöne, dem ursprünglichen Wald (Buchen-, Tannenwald mit Fichten) nahestehende Wälder. | ⊙        | 935,7         | 31. Okt. 1939 |
| Umgebung des Bärenschlössle                                                                                               | BW   | 2.37.003 WDPA: 325284    | Freudenstadt Bekannter Blickpunkt, der seine besondere Schauseite gegen die Stadt Freudenstadt hat. | ⊙        | 5,4           | 2. Sep. 1954  |
| Reutinerberg und Silberg                                                                                                  | BW   | 2.37.005 WDPA: 323828    | Alpirsbach Unbewaldete Steilhänge oberhalb Alpirsbach und Rötenbach. | ⊙        | 33,4          | 3. Juni 1955  |
| Rödelsberg | BW   | 2.37.009 WDPA: 323913    | Schopfloch Aussichtspunkt mit umfassendem Rundblick. | ⊙        | 6,3           | 8. Jan. 1957  |
| Kniebis |      | 2.37.013 WDPA: 322224    | Bad Rippoldsau-Schapbach Naturnahe Heide-, Moor- und Waldflächen. | ⊙        | 101,1         | 22. Nov. 2004 |
| Kienberg |      | 2.37.022 WDPA: 322113    | Freudenstadt Friedenshöhe mit Blick auf Freudenstadt. | ⊙        | 34,9          | 12. Nov. 2013 |
| Ödenwald | BW   | 2.37.024 WDPA: 323445    | Loßburg Waldfreies Gebiet um Ödenwald. | ⊙        | 26,1          | 12. Feb. 1962 |
| Oberzwieselberg und Unterzwieselberg                                                                                      | BW   | 2.37.025 WDPA: 323425    | Freudenstadt | ⊙        | 15,0          | 28. März 1962 |
| Ehlenbogener Tal |      | 2.37.026 WDPA: 320530    | Alpirsbach Enges Wiesental, das sich wie eine lichte Oase tief in ausgedehnte Waldungen erstreckt. Durch das Verbot der Aufforstung soll nicht nur der durch den Wechsel von Wald und Wiesen bedingte besondere Charakter, sondern auch die Kaltluftabfuhr erhalten werden. | ⊙        | 173,0         | 14. Aug. 1962 |
| Zinsbachtal |      | 2.37.027 WDPA: 325989    | Pfalzgrafenweiler, Wörnersberg Bachtal mit Wiesenauen und natürlichem Uferbewuchs | ⊙        | 152,4         | 26. Okt. 2004 |
| Bösingen |      | 2.37.028 WDPA: 321466    | Pfalzgrafenweiler Offene schöne Landschaft. | ⊙        | 50,7          | 13. März 1963 |
| Stockinger Hang | BW   | 2.37.029 WDPA: 324868    | Freudenstadt Offene Landschaft um das Hotel Stokinger. | ⊙        | 6,4           | 10. Sep. 1965 |
| Roßberg | BW   | 2.37.030 WDPA: 323956    | Alpirsbach Landschaftlich schöner Aussichtspunkt. | ⊙        | 12,1          | 18. Sep. 1969 |
| Wacholderheide Rauschbart                                                                                                 | BW   | 2.37.031 WDPA: 325490    | Horb am Neckar Landschaftlich schönes Ödland mit Wacholderbeständen, durchsetzt von einzelnen Forchen. | ⊙        | 6,0           | 4. Feb. 1964  |
| Südhänge des Neckartales, Berghänge des Haugenloches, Alte Bildechinger Steige, Altheimer Tal und angrenzende Hochflächen |      | 2.37.032 WDPA: 324907    | Horb am Neckar Typische Muschelkalklandschaft am oberen Neckar. | ⊙        | 262,3         | 26. Juli 1965 |
| Isenburger Tal | BW   | 2.37.033 WDPA: 321967    | Horb am Neckar Reizvolles, tief eingeschnittenes und enges Seitental des Neckars. | ⊙        | 91,9          | 23. Juni 1966 |
| Eutinger Tal |      | 2.37.035 WDPA: 320720    | Eutingen im Gäu, Horb am Neckar Landschaftlich reizvolles Seitental des Neckartales. | ⊙        | 96,2          | 23. Nov. 1970 |
| Rohrdorfer Täle |      | 2.37.036 WDPA: 323930    | Eutingen im Gäu Seitental des Neckartales mit seiner Umgebung. | ⊙        | 68,2          | 7. Mai 1971   |
| Käppele am Hochsträß | BW   | 2.37.037 WDPA: 322062    | Horb am Neckar Bebuschte Steinriegel im Muschelkalkbereich. | ⊙        | 95,0          | 7. Jan. 1971  |
| Ihlinger Berg und Osterhalde                                                                                              | BW   | 2.37.038 WDPA: 321869    | Horb am Neckar | ⊙        | 19,5          | 16. Dez. 1994 |
| Silberberg | BW   | 2.37.039 WDPA: 324574    | Dornstetten Halbtrockenrasen mit lichtem Kiefernbestand; abwechslungsreiche Erholungslandschaft. | ⊙        | 7,4           | 1. Aug. 1984  |
| Seitentäler der Murg |      | 2.37.040 WDPA: 324535    | Baiersbronn Naturnahe Erholungslandschaft in verschiedenen Seitentälern der Murg mit offenen Wiesenauen, Bergwiesen, Erlen-Eschenwäldern als natürliche uferbegleitende Gehölze in einem fast vollständig bewaldeten Teil des Nordschwarzwaldes | ⊙        | 321,2         | 1. Juli 1999  |
| Stockerbachtal |      | 2.37.041 WDPA: 324857    | Dornstetten, Freudenstadt Reizvolle Übergangslandschaft zwischen Gäu und Schwarzwald von besonderer Eigenart und Schönheit; wertvoller Erholungsraum. | ⊙        | 246,0         | 15. Mai 1986  |
| Heselgraben | BW   | 2.37.042 WDPA: 321584    | Empfingen Die Beseitigung von Landschaftsschäden und Wiederherstellung eines ausgewogenen Naturhaushaltes wird angestrebt; für die Nah- und Wochenenderholung wichtige Wasserfläche und angrenzende Landschaftsteile. | ⊙        | 20,1          | 14. Aug. 1989 |
| Oberes Glattal | BW   | 2.37.043 WDPA: 323376    | Dornstetten, Freudenstadt, Glatten, Loßburg Abwechslungsreiche Erholungslandschaft, geprägt durch die Glatt und ihre Bachufervegetation, extensive Hangwiesen- und -weiden, Streuobstanlagen, Wasserflächen und Sukzessionsflächen; lokalklimatisch bedeutsam. | ⊙        | 603,6         | 28. Jan. 2000 |
| Nagoldtal |      | 2.37.044 WDPA: 323115    | Freudenstadt, Grömbach, Seewald Naturnaher Landschaftsteil mit zusammenhängenden Wiesenauen, großen Waldanteilen und Stausee mit überregionaler Erholungsfunktion. | ⊙        | 555,0         | 1. Juli 1991  |
| Forchenkopf |      | 2.37.045 WDPA: 320846    | Freudenstadt Ergänzungs- und Pufferzone für das gleichnamige NSG. | ⊙        | 35,1          | 18. Dez. 1992 |
| Mittleres Heimbachtal |      | 2.37.046 WDPA: 323003    | Alpirsbach, Loßburg Landschaftlich abwechslungsreiche, stille Erholungslandschaft; offene Talaue mit mäandrierendem Bachlauf und Ufergehölzsaum, Feuchtgebiete und Heckenstreifen. | ⊙        | 195,8         | 1. Apr. 1994  |
| Waldbrunnen |      | 2.37.047 WDPA: 325540    | Horb am Neckar Ökologisch sinnvolle und notwendige Ergänzung zum gleichnamigen NSG; abwechslungsreiche, mit naturnahen Landschaftselementen des "Hecken- und Schlehengäu" ausgestattete Kulturlandschaft; ästhetisch sehr ansprechender Erholungsraum; landwirtschaftlich genutzte Flächen und naturnahe Waldränder mit Krautsäumen. | ⊙        | 154,0         | 16. Dez. 1994 |
| Salzstetter Horn |      | 2.37.048 WDPA: 324075    | Horb am Neckar, Waldachtal Streuobstgebiet und Wiesen- und Weidelandschaft als ökologisch wichtiger Ergänzungsraum für das gleichnamige NSG; ästhetisch reizvolles Bindeglied zwischen Bebauung und freie Landschaft. | ⊙        | 430,1         | 31. Juli 1997 |
| Rötenbachtal | BW   | 2.37.049 WDPA: 323973    | Alpirsbach Natürliches Bachtal mit ökologisch vielfältiger Ausstattung; Bachgehölze, Hochstaudenfluren, Rodungsinseln, Feuchtgebiete, wie Wässerwiesen, Quellbereiche, Hangquellmoore, feuchtes und nasses Grünland, Hecken und gut ausgebildete Waldsäume, Magerrasen in Hanglagen; landschaftlich abwechslungsreiche, stille Erholungslandschaft. | ⊙        | 40,4          | 16. Feb. 1998 |
| Rot- und Rechtmurg |      | 2.37.050 WDPA: 323964    | Baiersbronn Wald als landschaftsprägendes Element, hochwertige Sonderstandorte und Kleinstlebensräume, naturnahe Bachläufe, Wälder und Waldränder, offene Wiesentäler als typische Kulturlandschaft | ⊙        | 1.801,7       | 24. Nov. 2004 |
| Waldachtal mit Seitentälern                                                                                               |      | 2.37.051 WDPA: 325529    | Pfalzgrafenweiler, Waldachtal Ökologisch vielfältig und naturnah ausgestattetes Waldachtal mit Seitentälern mit leistungsfähigem Naturhaushalt; artenreiche Wiesen, natürlich mäandrierende Bachläufe und Ufergehölzsaum; Feuchtgebiete, wie Teiche, Quellen, Wasserläufe, Gräben, Röhrichtbestände und Feuchtwiesen; die Erhaltung und Wiederherstellung der natürlichen Heckenstreifen und Waldränder wird angestrebt; abwechslungsreiche Erholungslandschaft.                                                                                               | ⊙        | 292,3         | 3. März 2000  |
| Dießener Tal und Seitentäler                                                                                              |      | 2.37.052 WDPA: 320364    | Horb am Neckar, Schopfloch Streuobstwiesen als ökologisch wichtiges und ästhetisch reizvolles Bindeglied zwischen Bebauung und freier Landschaft sowie Wiesen- und Weidelandschaft als ökologisch bedeutsamer Ergänzungsbereich des angrenzenden gleichnamigen Naturschutzgebietes; naturnahe Kulturlandschaft als erweiterter Nahrungs-, Lebens- und Rückzugsraum einer artenreichen Pflanzen- und Tierwelt; hoher Erholungs- und Erlebniswert für die Allgemeinheit                                                                                          | ⊙        | 755,0         | 21. Dez. 1998 |
| Huzenbacher See, Schönmünz- und Langenbachtal                                                                             |      | 2.37.053 WDPA: 321863    | Baiersbronn Naturnahe Landschaft mit großräumigen Waldgebieten, offenen Wiesentälern und landschaftsprägende Fließgewässern; hochwertige Standorte (Missen, Kare etc.) und Kleinstlebensräume; ökologisch hochwertige Biotope gemäß § 24 a NatSchG (naturnahe Fließgewässer, Quellen und Quellfluren, Naßwiesen, Hochstaudenfluren, Felsen, Blockhalden, Magerrasen etc.); der typische Charakter der Kulturlandschaft soll durch naturverträgliche Bewirtschaftung gefördert werden.                                                                          | ⊙        | 3.086,6       | 1. Juli 1999  |
| Oberes Neckartal |      | 2.37.054 WDPA: 323381    | Horb am Neckar Naturnaher Landschaftsteil mit großräumiger Flussaue, weiträumigen Wiesenbereichen, waldbestandenen Berghängen und Übergang zu landwirtschaftlich geprägten Hochflächen; Wälder unterschiedlicher Ausprägung mit artenreicher Krautschicht und gut ausgebildeten Waldrändern; ökologisch hochwertige Biotope nach § 24a NatSchG (naturnahe Fließgewässer, Quellen und Quellfluren, Nasswiesen, Hochstaudenfluren, Ufergehölze, Feldhecken, Felsen, Magerrasen etc.); naturnahe Fluss- und Bachläufe mit Prall- und Gleitufern und Auskolkungen. | ⊙        | 627,5         | 25. Okt. 2001 |
| Fischbachtal |      | 2.37.055 WDPA: 320810    | Loßburg Naturnaher Landschaftsbereich mit ökologisch vielfältigen, naturnahen Talräumen mit den artenreichen Wiesen, natürlich mäandrierenden Bachläufen und dem Ufergehölzsaum. Feuchtgebiete, wie Teiche, Quellen, Wasserläufe, Gräben, Röhrichtbestände und Feuchtwiesen. Hecken und Feldgehölze sowie naturnahe Entwicklung der Wälder und Waldränder. | ⊙        | 402,1         | 18. Aug. 2003 |
| Springbrunnen-Ettenbachtal                                                                                                | BW   | 2.37.056 WDPA: 324742    | Dornstetten, Freudenstadt Naturnaher Landschaftsbereich mit ökologisch vielfältiger Ausstattung, schmalen Talräumen mit großflächigen Wiesenbereichen, dem Übergang zu landwirtschaftlich geprägten Hochflächen und im Oberlauf waldbestandenen Berghängen. | ⊙        | 46,3          | 30. Sep. 2003 |
| Drittenbachtal-Nillaberg                                                                                                  | BW   | 2.37.057 WDPA: 320431    | Freudenstadt, Glatten Naturnaher Landschaftsbereich mit großräumigen Talbereichen, ausgedehnten Wiesen, dem Übergang zu stärker ackerbaulich geprägten Flächen und streuobstbestandenen Berghängen. Naturnaher Bachlauf. | ⊙        | 60,1          | 30. Sep. 2003 |
| Hochdorfer Tal |      | 2.37.058 WDPA: 378481    | Eutingen im Gäu Naturraumtypisches Trockentälchen mit exponierten Hängen, periodisch wasserführender Mulde und Quellhorizonten. Ausgeprägte Streuobstwiesen. | ⊙        | 34,2          | 2. Juli 2007  |
| Schwabswiesen | BW   | 2.37.059 WDPA: 555547198 | Waldachtal Naturnaher Landschaftsteil mit einem Talraum mit weiträumigen Wiesenbereichen und waldbestandenen Berghängen. | ⊙        | 15,5          | 20. Juni 2011 |
| Legende für Landschaftsschutzgebiet                                                                                       |      |                          | |          |               |               |